# Beta de l'Hidra Mascle
Beta de l'Hidra Mascle (β Hydri) és una estrella en la constel·lació de l'Hidra Mascle.
És a uns 24,4 anys llum de la Terra. Amb freqüència és estudiada perquè pot mostrar el que podria passar al Sol en els següents 2.500 milions d'anys. És més gran i lleugerament més massiu que el Sol.
Cap al 150 aC, aquesta estrella estava dos graus del pol sud celestial. Actualment és l'estrella relativament brillant més propera al pol sud.